# Chris Bumstead
Christopher Adam Bumstead, noto anche con lo pseudonimo di CBum (Ottawa, 2 febbraio 1995), è un culturista canadese.
Ritenuto il miglior talento della sua generazione, è entrato nel circuito IFBB nel 2016. Dal 2017 gareggia nella categoria Classic Physique del concorso di Mister Olympia, dove è vincitore di sei titoli di campione, tutti di fila (2019, 2020, 2021, 2022, 2023, 2024). Annunciò il ritiro dalle competizioni di bodybuilding nella sua ultima partecipazione al Mister Olympia 2024 tenutosi a Las Vegas. Dopo circa 2 settimane rivelò, tramite i suoi canali social, che avrebbe partecipato ad un'ultima gara, questa volta nella categoria Open, al Prague Pro, dove si piazzò secondo.

## Biografia
È nato nella città canadese di Ottawa, figlio di Jeff e Mary Bumstead, nonché fratello minore di Melissa Bumstead, anche lei culturista. Avvicinatosi al mondo dello sport fin da piccolo, durante l'adolescenza pratica diverse discipline quali calcio, baseball, pallacanestro e hockey su ghiaccio.
Scopre la passione per il culturismo all'età di 14 anni e più tardi inizia ad allenarsi sotto la guida di Iain Valliere, marito della sorella, che intravide il suo potenziale. Ancora oggi, Chris attribuisce a Iain Valliere il merito di essere la sua principale fonte di ispirazione e l'uomo responsabile di averlo guidato verso il successo di cui gode attualmente.
Prima di immergersi completamente nel mondo del culturismo, Chris ha confessato di aver ponderato la possibilità di intraprendere una carriera da fisioterapista. Tuttavia, anche dopo molte speculazioni, non ha trovato una forte mentalità per perseguirla. Durante gli anni universitari, Chris, tra le aule e qualche festa di troppo, ha bilanciato il suo impegno accademico, svolgendo attività lavorative sia in una palestra che in un negozio di integratori.

### Vita sentimentale
Chris Bumstead è sposato con l'ex bikini IFBB Pro, Courtney King. Nata a Chicago il 13 settembre 1993, Courtney ha sviluppato fin da giovane un notevole interesse per gli sport, in sintonia con la passione di Chris. Ha dimostrato una fervente dedizione per discipline come basket, calcio e ginnastica, oltre a far parte delle squadre di nuoto e di corsa campestre.
Nel 2011 poi, a soli 17 anni, ha conosciuto il mondo delle competizioni di bodybuilding. Lo stesso anno ha partecipato alla sua prima gara amatoriale, un amore e una passione che l'hanno portata in seguito a competere e a vincere dei titoli, tra cui il titolo di Miss Olympia nel 2016. Chris e Courtney si sono conosciuti proprio quando lei registrò un video sui partecipanti di Mr. Olympia, e fra questi c'era proprio Chris.

## Successo
Esordisce sul palco all'età di 21 anni e nel 2016 conquista la tessera IFBB da professionista grazie alla vittoria dei campionati nordamericani nella categoria dei pesi massimi. In seguito a questo evento, ha iniziato a ricevere diversi contratti di sponsorizzazione, tra cui quello con Gymshark, e ha ottenuto visibilità in varie riviste di fitness e servizi fotografici.
Successivamente compie il suo ingresso nella categoria Classic Physique (letteralmente "fisico classico") — divisione che rispetto all'open pone maggiore enfasi sulla bellezza fisica e nella quale gli atleti cercano pertanto di esibire corpi che ricordano l'era classica del bodybuilding, divenendone subito uno dei principali esponenti.
Prima di conquistare il titolo di Mr. Olympia nella categoria del Classic Physique nel 2019, Chris si classificò al secondo posto sia alla sua prima apparizione nel 2017 che alla seconda nel 2018. In entrambe le occasioni, è stato superato da Breon Ansley.
Le 6 vittorie consecutive al Mr. Olympia hanno incrementato notevolmente la sua visibilità tanto da renderlo uno dei personaggi più famosi e seguiti nel mondo del fitness e del bodybuilding.
Il successo gli ha consentito di fondare aziende dedite alla produzione e commercializzazione di integratori e bevande energetiche. Infatti Chris è proprietario del marchio Raw Nutrition con sede a Stuart, in Florida; del marchio Bum Energy; ed è inoltre ambasciatore dell'azienda anti-invecchiamento R3VIVE.

## Gare disputate e piazzamenti

### Dilettantismo
- 2016 IFBB North American Championships – 1º classificato (pesi massimi)

### Professionismo
- 2016 IFBB Dayana Cadeau Classic – 3º classificato (categoria Classic Physique)
- 2017 IFBB Pittsburgh Pro – 1º classificato (categoria Classic Physique)
- 2017 IFBB Toronto Pro – 1º classificato (categoria Classic Physique)
- 2017 IFBB Mister Olympia – 2º classificato (categoria Classic Physique)
- 2018 IFBB Mister Olympia – 2º classificato (categoria Classic Physique)
- 2019 IFBB Mister Olympia – 1º classificato (categoria Classic Physique)
- 2020 IFBB Mister Olympia – 1º classificato (categoria Classic Physique)
- 2021 IFBB Mister Olympia – 1º classificato (categoria Classic Physique)
- 2022 IFBB Mister Olympia – 1º classificato (categoria Classic Physique)
- 2023 IFBB Mister Olympia – 1º classificato (categoria Classic Physique)
- 2024 IFBB Mister Olympia – 1º classificato (categoria Classic Physique)
- 2024 IFBB EVLS Prague Pro - 2° classificato (categoria Open)